# Élections régionales de 1991 en Rhénanie-Palatinat
Les élections régionales de 1991 en Rhénanie-Palatinat (en allemand : Landtagswahl in Rheinland-Pfalz 1991) se tiennent le 21 avril 1991, afin d'élire les 101 députés de la 12e législature du Landtag, pour un mandat de cinq ans.
Le scrutin est marqué par la victoire du SPD de Rudolf Scharping, qui devance nettement la CDU du ministre-président Carl-Ludwig Wagner. Scharping parvient à accéder au pouvoir en s'associant avec le FDP.

## Contexte
Aux élections régionales du 17 mai 1987, l'Union chrétienne-démocrate d'Allemagne (CDU), au pouvoir depuis 1947, perd la majorité absolue conquise en 1971. Bernhard Vogel, qui dirige le gouvernement depuis 1976, se maintient au poste de ministre-président de Rhénanie-Palatinat en formant une « coalition noire-jaune » avec le Parti libéral-démocrate (FDP).
Lors du congrès régional de la CDU de novembre 1988, Vogel est battu lors de l'élection à la présidence du parti dans le Land par son ministre de l'Environnement Hans-Otto Wilhelm. Il démissionne alors de ses fonctions exécutives, qu'il cède au vice-ministre-président Carl-Ludwig Wagner en décembre 1988.
L'année qui suit, le Landtag procède à une profonde révision de la loi électorale. Les députés sont désormais élus selon un mode de scrutin proportionnel mixte, chaque électeur disposant de deux voix. Le nombre de sièges à pourvoir augmente de 100 à 101, dont 51 issus d'autant de circonscriptions uninominales. La durée de la législature passe en outre de quatre à cinq ans. Depuis 1947, les parlementaires étaient élus à la proportionnelle dans plusieurs circonscriptions plurinominales (six initialement, puis quatre).

## Mode de scrutin
Le Landtag est constitué de 101 députés (en allemand : Mitglied des Landtags, MdL), élus pour une législature de cinq ans au suffrage universel direct et suivant le scrutin proportionnel de Hare.
Chaque électeur dispose de deux voix : la première lui permet de voter pour un candidat de sa circonscription, selon les modalités du scrutin uninominal majoritaire à un tour, le Land comptant un total de 51 circonscriptions ; la seconde voix lui permet de voter en faveur d'une liste de candidats présentée par un parti au niveau du Land.
Lors du dépouillement, l'intégralité des 101 sièges est répartie en fonction des secondes voix récoltées, à condition qu'un parti ait remporté 5 % des voix au niveau du Land. Si un parti a remporté des mandats au scrutin uninominal, ses sièges sont d'abord pourvus par ceux-ci.
Dans le cas où un parti obtient plus de mandats au scrutin uninominal que la proportionnelle ne lui en attribue, la taille du Landtag est augmentée jusqu'à rétablir la proportionnalité.

## Campagne

### Principaux partis et chefs de file
| Parti | Parti                                                                              | Chef de file                             | Résultats de 1987          |
| ----- | ---------------------------------------------------------------------------------- | ---------------------------------------- | -------------------------- |
|       | Union chrétienne-démocrate d'Allemagne Christlich Demokratische Union Deutschlands | Carl-Ludwig Wagner (Ministre-président)  | 45,1 % des voix 48 députés |
|       | Parti social-démocrate d'Allemagne Sozialdemokratische Partei Deutschlands         | Rudolf Scharping                         | 38,8 % des voix 40 députés |
|       | Parti libéral-démocrate Freie Demokratische Partei                                 | Rainer Brüderle (Ministre de l'Économie) | 7,3 % des voix 7 députés   |
|       | Alliance 90 / Les Verts Bündnis 90/Die Grünen                                      | Ulrike Höfken                            | 5,9 % des voix 5 députés   |

## Résultats

### Voix et sièges
|                                   | Parti social-démocrate d'Allemagne (SPD)     | Parti social-démocrate d'Allemagne (SPD)     | 978 169   | 46,31 | 37        | 37            | 951 695   | 44,78 | 10 | 47  | 7             |  |  |  |
|                                   | Union chrétienne-démocrate d'Allemagne (CDU) | Union chrétienne-démocrate d'Allemagne (CDU) | 850 067   | 40,25 | 14        | 14            | 822 449   | 38,70 | 26 | 40  | 8             |  |  |  |
|                                   | Parti libéral-démocrate (FDP)                | Parti libéral-démocrate (FDP)                | 136 734   | 6,47  | 0         | en stagnation | 146 400   | 6,89  | 7  | 7   | en stagnation |  |  |  |
|                                   | Alliance 90 / Les Verts (Grünen)             | Alliance 90 / Les Verts (Grünen)             | 112 378   | 5,32  | 0         | en stagnation | 137 139   | 6,45  | 7  | 7   | 2             |  |  |  |
|                                   | Les Républicains (REP)                       | Les Républicains (REP)                       | 12 998    | 0,62  | 0         | Nv.           | 43 480    | 2,05  | 0  | 0   | Nv.           |  |  |  |
|                                   | Parti écologiste-démocrate (ÖDP)             | Parti écologiste-démocrate (ÖDP)             | 16 673    | 0,79  | 0         | en stagnation | 19 355    | 0,91  | 0  | 0   | en stagnation |  |  |  |
|                                   | Autres                                       | Autres                                       | 5 103     | 0,24  | 0         | en stagnation | 4 889     | 0,23  | 0  | 0   | en stagnation |  |  |  |
|                                   |                                              |                                              |           |       |           |               |           |       |    |     |               |  |  |  |
| Votes valides                     | Votes valides                                | Votes valides                                | 2 112 122 | 97,62 |           |               | 2 125 407 | 98,24 |    |     |               |  |  |  |
| Votes blancs et nuls              | Votes blancs et nuls                         | Votes blancs et nuls                         | 51 434    | 2,38  | 40 547    | 1,86          |           |       |    |     |               |  |  |  |
| Total                             | Total                                        | Total                                        | 2 163 556 | 100   | 51        | 51            | 2 163 556 | 100   | 50 | 101 | 1             |  |  |  |
| Abstentions                       | Abstentions                                  | Abstentions                                  | 765 309   | 26,13 |           |               | 765 309   | 26,13 |    |     |               |  |  |  |
| Nombre d'inscrits / participation | Nombre d'inscrits / participation            | Nombre d'inscrits / participation            | 2 928 865 | 73,87 | 2 928 865 | 73,87         |           |       |    |     |               |  |  |  |